# Slurp
Slurp. Dizionario delle lingue italiane. Lecchini, cortigiani e penne alla bava al servizio dei potenti che ci hanno rovinati è un libro del 2015 scritto da Marco Travaglio ed edito da Chiarelettere.
Il titolo è un riferimento sarcastico verso l'attitudine di alcuni nel prodursi in lodi ed elogi verso chi detiene il potere, siano essi politici, banchieri o imprenditori. Il libro raccoglie infatti un elenco di adulazioni (le "lecchinate" del titolo) in un arco di circa venti anni.